# USS LST-605
O USS LST-605 foi um navio de guerra norte-americano da classe LST que operou durante a Segunda Guerra Mundial.